# Hellmut Wollmann

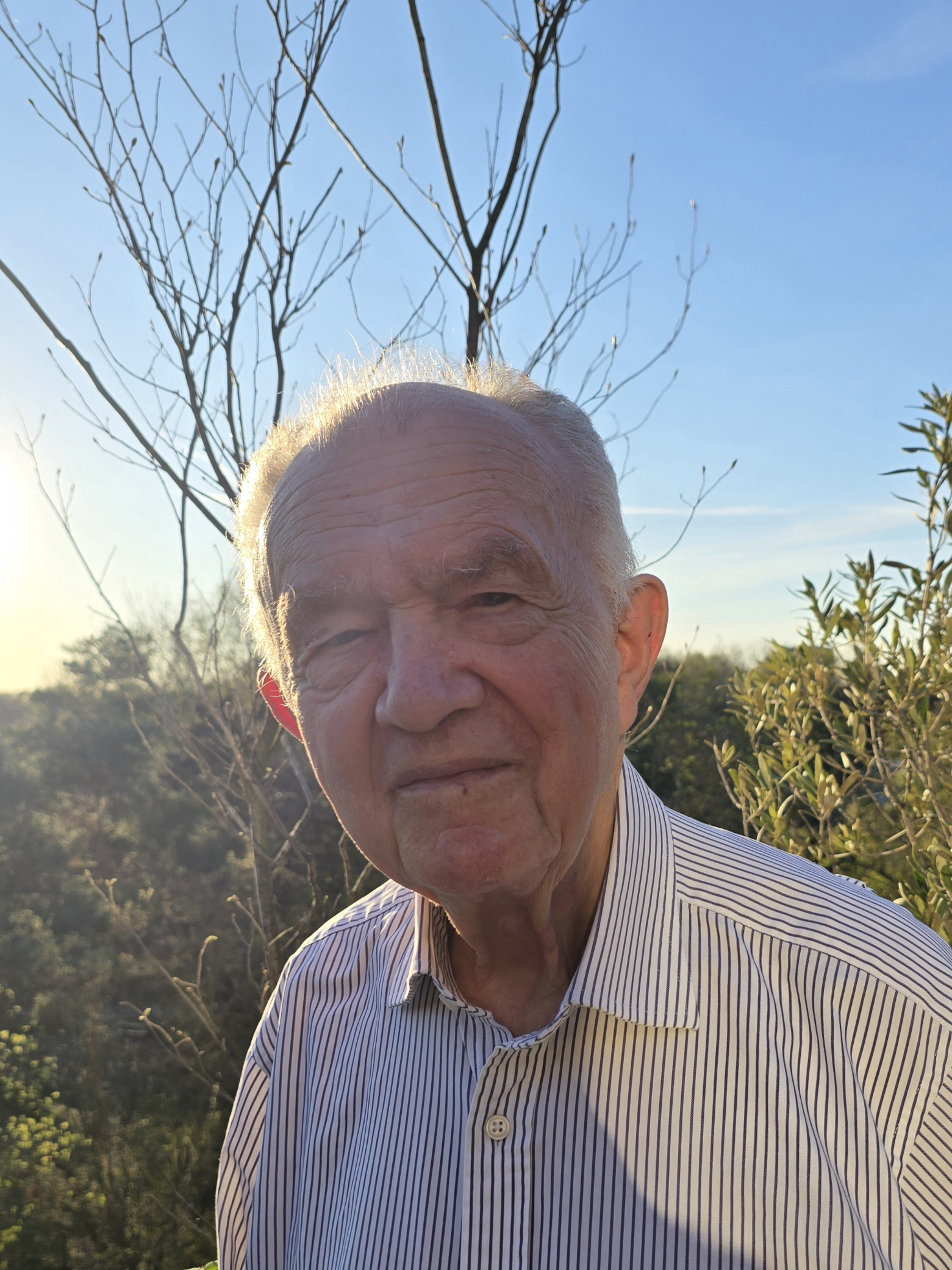
Hellmut Wollmann (2025)

Hellmut Wollmann (* 12. April 1936 in Kreibitz, Tschechoslowakei) ist ein deutscher Politik- und Verwaltungswissenschaftler. Er war von 1974 bis 1993 Professor für Verwaltungswissenschaft an der Freien Universität Berlin und von 1993 bis 2001 an der Humboldt-Universität zu Berlin.

## Leben
Hellmut Wollmann absolvierte von 1956 bis 1962 ein juristisches und politikwissenschaftliches Studium an der Universität Heidelberg sowie ein Jahr an der Wesleyan University, Middletown, Connecticut, USA. Er war Stipendiat der Studienstiftung des Deutschen Volkes. In den Jahren 1962 bzw. 1967 absolvierte er sein erstes und zweites juristisches Staatsexamen. 1967 promovierte er zum Dr. jur.
Wollmann war von 1967 bis 1974 Wissenschaftlicher Assistent von Carl Joachim Friedrich am Institut für Politikwissenschaft der Universität Heidelberg. 1970/1971 war er Kennedy Memorial Fellow an der Harvard University in den USA. Von 1974 bis 1993 war Professor für Verwaltungswissenschaft an der Freien Universität Berlin (Zentralinstitut für Sozialwissenschaftliche Forschung) und von 1993 bis 2001 an der Humboldt-Universität zu Berlin (Institut für Sozialwissenschaften).
Schwerpunkte in Forschung und Lehre waren international vergleichende Politik-, Verwaltungs- und Evaluationsforschung mit einem Fokus auf der subnationalen bzw. lokalen Ebene. Er war beteiligt an zahlreichen nationalen und internationalen Forschungsverbünden und -kooperationen, so an dem DFG-geförderten Forschungsverbund „Implementation politischer Programme“ (1978–1982), an dem von der „Kommission für die Erforschung des sozialen und politischen Wandels in den neuen Bundesländern (KSPW)“ unterstützten Projektverbund zur Transformationsforschung (1991–1993) und an der von Europäischen Union geförderten „COST – Local Public Sector Reforms: An International Comparison (LocRef)“ (2013–2016).
1975 gründete er zusammen mit Eberhard von Einem und Torsten Birlem das außeruniversitäre Institut für Stadtforschung und Strukturpolitik Berlin (IfS). Als durch Forschungsaufträge (von Bundes- und Landesministerien, EU usw.) finanziertes, privatwirtschaftlich agierendes Forschungs- und Beratungsinstitut ist das IfS seither insbesondere im Feld der Stadt-, Umwelt und Strukturpolitik tätig. Neben seinen universitären und sonstigen wissenschaftlichen Aktivitäten wirkte Wollmann in der Leitung und Bearbeitung von Forschungsaufträgen und Projekten des IfS mit.
Er war beteiligt an der Gründung und Organisation von Forschungsgruppen und -netzwerken im nationalen wie internationalen Kontext, darunter 1972 der „Arbeitskreis lokale Politikforschung“ („Lopofo“) innerhalb der Deutschen Vereinigung für Politische Wissenschaft, dessen Leitung er von 1976 bis 1996 hatte. Im Jahr 1997 wirkte er mit an der Gründung der Deutschen Gesellschaft für Evaluation und war in deren Beirat. Seit 1975 ist er (korr.) Mitglied der Akademie für Raumentwicklung in der Leibniz-Gemeinschaft (ARL) Seit 1972 Mitglied des Research Committee 05 „Comparative Studies on Local Government and Politics“ innerhalb der International Political Science Association (IPSA) und von 1985 bis 1997 dessen chairman. Er war 1993 beteiligt an der Gründung der „European Evaluation Society“ und 1998/99 deren Präsident. Seit 2003 ist er Mitglied des Conseil Scientifique des Groupement de Recherche sur l’Administration Locale en Europe (GRALE), Paris.
Er war seit 1975 Mitherausgeber und später im Beirat der sozialwissenschaftlichen Zeitschrift Leviathan. 1995 war er beteiligt an der Gründung der internationalen Zeitschrift Evaluation und 2002 an der Gründung der Zeitschrift für Evaluierung als Mitherausgeber und später im Beirat. Zusammen mit Gerd-Michael Hellstern gründete er 1983 die Schriftenreihe Stadtforschung aktuell, die (seit 2020 zusammen mit Sabine Kuhlmann und Jörg Bogumil herausgegeben) über 200 Bände umfasst.
Ausgedehnte Forschungs-, Erhebungs- und Beratungsreisen, zum Teil im Auftrag der OECD, des Council of Europe, der GTZ, von Bundesministerien usw. führten ihn u. a. nach China, Japan, Lateinamerika, Afrika, Mittel-Osteuropa und Russland.
Gastprofessuren, Gastvorträge, wissenschaftliche Kooperationen führten ihn an Universitäten u. a. in Peking, Moskau, Tokio, Göteborg, Bordeaux, Barcelona, Bologna. Für Vorträge, Seminare, Workshops usw. kann er sich seiner Kenntnis mehrerer Fremdsprachen (englisch, französisch, spanisch, italienisch und russisch) bedienen.
Neben seinen wissenschaftlichen Aktivitäten seit den 1960er Jahren Sammler moderner Kunst, mit einer Vorliebe für Grafiken von Max Beckmann und Horst Janssen.

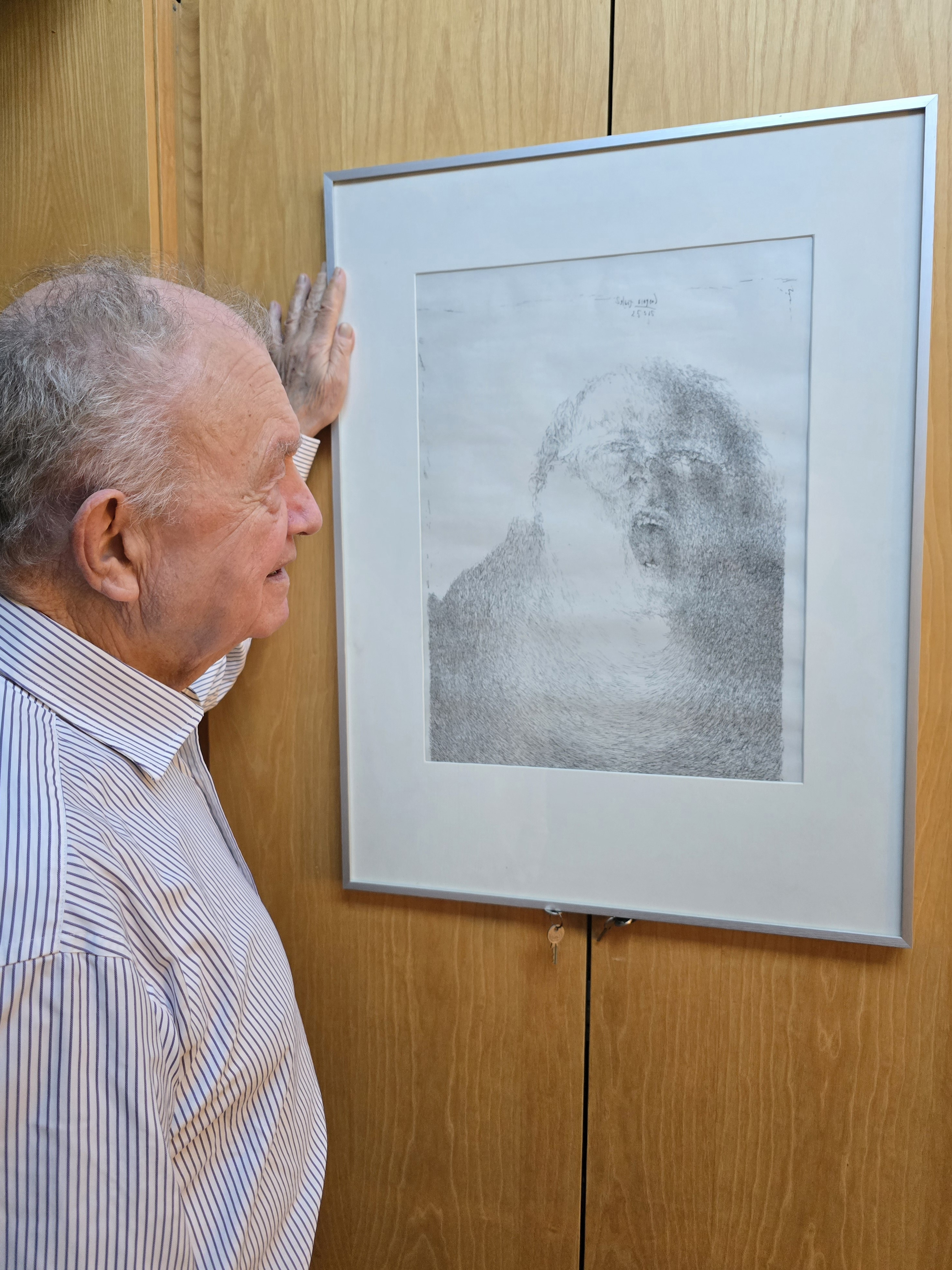
Hellmut Wollmann vor einem Werk von Horst Janssen

## Schriften

### Monographien
- S. Kuhlmann, H., Wollmann, R. Reiter: Introduction to Comparative Public Administration. Administrative Systems and Reforms in Europe. 3. Auflage. Edward Elgar Publishers, 2025, ISBN 978-1-03-530248-2.
- H. Wollmann: Local Government and Governance in Germany. Challenges, Responses and Perspectives. Springer Nature, 2024, ISBN 978-3-031-68353-4.
- S. Kuhlmann, H. Wollmann: Introduction to Comparative Public Administration. 2nd ed. (appeared also in Japanese translation), Edward Elgar Publishers, 2019, ISBN 978-1-78643-670-2.
- S. Kuhlmann, H. Wollmann: Verwaltung und Verwaltungsreformen in Europa, Einführung in die vergleichende Verwaltungswissenschaft. Springer VS, Wiesbaden 2013, ISBN 978-3-658-00172-8.
- H. Wollmann: Reformen in Kommunalpolitik und -verwaltung. England, Schweden, Frankreich und Deutschland im Vergleich. VS Verlag, Wiesbaden 2008, ISBN 978-3-531-15748-1.
- H. Wollmann: Comparing Local Government Reforms in England, Sweden, France and Germany. Between continuity and change, divergence and convergence, internet publication. In: www.wuestenrot-stiftung.de/download/local-government
- T. Lankina, A. Hudalla, H. Wollmann: Local Governance in Central and Eastern Europe. Comparing Performance in the Czech Republic, Hungary, Poland and Russia. Palgrave Macmillan, 2008, ISBN 978-0-230-50036-5.
- N. Kersting, J. Caulfield, R. A. Nickson, D. Olowu, H. Wollmann: Local Governance Reform in Global Perspective. VS Verlag, 2009, ISBN 978-3-531-16953-8.
- H. Wollmann: German Local Government. (in Chinese translation), Peking University Press 2005, ISBN 7-301-07657-6.
- V. Dimitrov, K. Goetz, H. Wollmann: Governing After Communism, Institutions and Policymaking. Rowman & Littlefield, 2005, ISBN 0-7425-4008-1.
- S. Kuhlmann, K. Wegrich, H. Wollmann: Kommunale Rechtsanwendung im Umbruch und Wandel. Implementation des Städtebaurechts in Ost- und Westdeutschland. Leske + Budrich, 2000, ISBN 3-8100-2933-5.
- W. Jaedicke, T. Thrun, H. Wollmann: Modernisierung der Kommunalverwaltung: Evaluierungsstudie zur Verwaltungsmodernisierung im Bereich Planen, Bauen und Umwelt. Kohlhammer 1990, ISBN 3-17-016380-9.
- H. Wollmann, H. U. Derlien, K. König, W. Renzsch, W. Seibel: Transformation der politisch-administrativen Strukturen in Ostdeutschland. Leske + Budrich, Opladen 1997, ISBN 3-8100-1623-3.
- K. Wegrich, W. Jaedicke S. Lorenz, H. Wollmann: Kommunale Verwaltungspolitik in Ostdeutschland. Birkhäuser, 1997, ISBN 3-7643-5754-1.
- M. Kaase, A. Eisen, O. W. Gabriel, O. Niedermayer, H. Wollmann: Politisches System. Leske + Budrich, 1996, ISBN 3-8100-1638-1.
- F. Berg, M. Nagelschmidt, H. Wollmann: Kommunaler Institutionenwandel. Leske + Budrich, 1996, ISBN 3-8100-1615-2.
- H. Wollmann: Systemwandel und Städtebau in Mittel- und Osteuropa. Birkhäuser, 1994, ISBN 3-7643-5020-2.
- W. Jaedicke, K. Kern, H. Wollmann: Internationaler Vergleich von Verfahren zur Festlegung von Umweltstandards. Schmidt-Verlag, 1993, ISBN 3-503-03490-0.
- W. Jaedicke, K. Ruhland, U. Wachendorfer, H. Wollmann, H. Wonneberg: Lokale Politik im Wohlfahrtsstaat. Westdeutscher Verlag, 1991, ISBN 3-531-12205-3.
- W. Jaedicke, K. Kern, H. Wollmann: „Kommunale Aktionsverwaltung“ in Stadterneuerung und Umweltschutz. Bund-Verlag, 1990, ISBN 3-7663-2181-1.
- J. Hucke, H. Wollmann: Altlasten im Gewirr administrativer (Un-)Zuständigkeit. Analyse zweier Altlastenfälle in Berlin (West). Birkhäuser, 1989, ISBN 3-7643-2361-2.
- H.E. Fuchs, H. Wollmann: Hilfen für ausländische Kinder und Jugendliche – Wege aus dem gesellschaftlichen Abseits? Birkhäuer, 1987, ISBN 3-7643-1844-9.
- G.M. Hellstern. H. Wollmann: Evaluierungsforschung. Ansätze und Methoden – dargestellt am Beispiel des Städtebaus. Birkhäuser, 1983, ISBN 3-7643-1542-3.
- H. Wollmann: Die Stellung der Parlamentsminderheiten in England, der Bundesrepublik Deutschland und Italien. Nijhoff, Den Haag 1970.

### Sammelbände
- W. Roters, H. Gräf, H. Wollmann (Hrsg.): Zukunft denken und verantworten. Festschrift für Christoph Zöpel. 2. Auflage. Springer Nature, 2023, ISBN 978-3-658-41038-4.
- H. Wollmann, I. Kopric, G. Marcou (Hrsg.): Public and Social Services in Europe, From Public and Municipal to Private Sector Provision. Palgrave Mcmillan, 2016, ISBN 978-1-137-57498-5.
- I. Kopric, H. Wollmann, G. Marcou (Hrsg.): Evaluating Reforms of Local Public and Social Services in Europe. Palgrave Macmillan, 2018, ISBN 978-3-319-61090-0.
- H. Wollmann, G. Marcou (Hrsg.): Provision of Public Services in Europe, Between State, Local Government and Market. Edgar Elgar Publisher, 2010, ISBN 978-1-84844-809-4.
- F. Lazin, M. Evans, V. Hoffmann-Martinot, H. Wollmann (Hrsg.): Local Government Reforms in Countries in Transition. Rowman & Littlefield, 2007, ISBN 978-0-7391-1571-8.
- V. Hoffmann-Martinot, H. Wollmann (Hrsg.): State and Local Government Reforms in France and Germany. VS Verlag, 2006, ISBN 3-531-14596-7.
- W. Jann, M. Röber, H. Wollmann (Hrsg.): Public Management - Grundlagen, Wirkungen, Kritik, Festschrift für Christoph Reichard zum 65. Geburtstag. edition sigma, 2006, ISBN 3-89404-776-3.
- H. Baldersheim, H. Wollmann (Hrsg.): The Comparative Study of Local Government and Politics. Barbara Budrich Publishers 2006, ISBN 3-86649-034-8.
- H. Wollmann (Hrsg.): Evaluation in Public Sector Reform, Concepts and Practice in International Perspective. Edward Elgar Publisher, 2003, ISBN 1-84376-160-2.
- H. Wollmann. E. Schröter (Hrsg.): Comparing Public Sector Reform in Britain and Germany. (in Chinese translation), Peking University Press, 2003, ISBN 7-301-07477-8.
- M. Röber, E. Schröter, H. Wollmann (Hrsg.): Moderne Verwaltung und moderne Metropolen. Berlin und London im Vergleich. Leske + Budrich, 2002, ISBN 3-8100-3032-5.
- H. Baldersheim, M. Illner, H. Wollmann (Hrsg.): Local Democracy in Post-Communist Europe. Leske + Budrich, 2003, ISBN 3-8100-3192-5.
- H. Wollmann, E. Schröter (Hrsg.): Comparing Public Sector Reform in Britain and Germany. Ashgate, 2000, ISBN 1-84014-708-3.
- H. Maier, H. Wollmann (Hrsg.): Lokale Beschäftigungspolitik. Birkhäuser, 1986, ISBN 3-7643-1700-0.
- R. Czada, H. Wollmann (Hrsg.): Von der Bonner zur Berliner Republik. (= Leviathan Sonderheft. Band 19). Westdeutscher Verlag, 1999, ISBN 3-531-13440-X.
- H. Wollmann, R. Roth (Hrsg.): Kommunalpolitik. 2. Auflage. Bundeszentrale für politische Bildung, 1998, ISBN 3-89331-335-4.
- D. Grunow, H. Wollmann (Hrsg.): Lokale Verwaltungsreform in Aktion: Fortschritte und Fallstricke. Birkhäuser, 1998, ISBN 3-7643-5945-5.
- K. Wegrich, W. Jaedicke, S. Lorenz, H. Wollmann (Hrsg.): Kommunale Verwaltungspolitik in Ostdeutschland. Birkhäuser, 1997, ISBN 3-7643-5754-1.
- C. Reichard. H. Wollmann (Hrsg.): Kommunalverwaltung im Modernisierungsschub? Birkhäuser, 1996, ISBN 3-7643-5368-6.
- A. Eisen, H. Wollmann (Hrsg.): Institutionenbildung in Ostdeutschland. Zwischen externer Steuerung und Eigendynamik. Leske + Budrich 1996, ISBN 3-8100-1616-0.
- H. Wollmann, H. Wiesenthal, F. Bönker (Hrsg.): Transformation sozialistischer Gesellschaften. Am Ende des Anfangs. (= Leviathan. Sonderheft. Band 15). Westdeutscher Verlag, 1995, ISBN 3-531-12775-6.
- H. Naßmacher, O. Niedermayer, H. Wollmann (Hrsg.): Politische Strukturen im Umbruch. Akademie Verlag, 1994, ISBN 3-05-002484-4.
- P. Wagner, C. H. Weiss, B. Wittrock, H. Wollmann (Hrsg.): Social Sciences and Modern States. Cambridge U Press, 1991, ISBN 0-521-38198-3.
- B. Blanke, H. Wollmann (Hrsg.): Die alte Bundesrepublik, Kontinuität und Wandel. (= Leviathan. Sonderheft. Band 12). Westdeutscher Verlag, 1991, ISBN 3-531-12197-9.
- J. Hucke, H. Wollmann (Hrsg.): Dezentrale Technologie- und Innovationspolitik der Länder und Gemeinden. Birkhäuser, 1989, ISBN 3-7643-2245-4.
- H. Wollmann. G. M. Hellstern (Hrsg.): Evaluierung und Erfolgskontrolle in Kommunalpolitik und Verwaltung. Birkhäuser, 1987, ISBN 3-7643-1526-1.
- B. Blanke, A. Evers, H. Wollmann (Hrsg.): Die Zweite Stadt. Neue Formen lokaler Arbeits- und Sozialpolitik. (= Leviathan Sonderheft). Westdeutscher Verlag, 1986, ISBN 3-531-11764-5.
- G. M. Hellstern, H. Wollmann (Hrsg.): Handbuch zur Evaluationsforschung. Band 1, Westdeutscher Verlag, 1984, ISBN 3-531-11523-5.
- G. M. Hellstern, H. Wollmann (Hrsg.): Experimentelle Politik. Westdeutscher Verlag, 1983, ISBN 3-531-11583-9.
- J. J. Hesse, H. Wollmann (Hrsg.): Probleme der Stadtpolitik in den 80er Jahren. Campus, 1983, ISBN 3-593-33200-0.
- A. Evers, H. G. Lange. H. Wollmann (Hrsg.): Kommunale Wohnungspolitik. Birkhäuser, 1983, ISBN 3-7643-1495-8.
- R. A. Levine, M. A. Solomon, G. M. Hellstern, H. Wollmann (Hrsg.): Evaluation Research and Practice. Comparative and International Perspectives. Sage, 1981, ISBN 0-8039-1561-6.
- H. Wollmann (Hrsg.): Politik im Dickicht der Bürokratie, Beiträge zur Implementationsforschung. (= Leviathan. Sonderheft. Band 3). Westdeutscher Verlag, 1979, ISBN 3-531-11495-6.

### Schriftenreihen
- Mitherausgeber (neben Sabine Kuhlmann und Jörg Bogumil) der (1983 begründeten) Schriftenreihe „Stadtforschung aktuell“ (bei Springer VS Verlag), bislang über 200 Bände
- Mitherausgeber (neben Harald Baldersheim und Peter John) der (englischsprachigen) Schriftenreihe „Urban and Regional Research International“ (bei Springer VS Verlag)